# Lampadario etrusco
Il lampadario etrusco è un raffinato lucerniere in bronzo d’età etrusca, conservato al Museo dell'Accademia Etrusca e della città di Cortona. Databile alla metà del IV secolo a.C., il manufatto è considerato uno dei massimi capolavori della bronzistica etrusca per complessità iconografica, qualità tecnica e stato di conservazione.

## Storia
Il lampadario fu rinvenuto nel 1840 nei pressi di Cortona, in località Fratta, e venne acquisito dall’Accademia Etrusca al termine di una lunga e complessa trattativa. Recenti indagini radiografiche hanno confermato che l’opera fu realizzata con la tecnica della cera persa, in un'unica colata, senza giunzioni di saldatura.

## Descrizione
Al centro del bacino spicca un gorgoneion a bocca spalancata e lingua pendente, fuso probabilmente da uno stampo unico; le restanti matrici del complesso decorativo vennero applicate al nucleo centrale e rimodellate solo in un secondo momento. La mancanza di saldatura è testimonianza del fatto che l'intera composizione venne fusa in un solo tempo. Dalla parte centrale del bacino si innalza un cono, sul quale era originariamente presente una decorazione a palmette e fiori di loto, oggi difficilmente visibile.
Intorno al bacino si nota una serie di beccucci, di cui due vennero forati con chiodi di rame puro per l'applicazione di una targhetta metallica con iscrizione. Quest'ultima potrebbe indicare un uso nuovo e del tutto particolare del lampadario, originariamente considerato elemento decorativo di un tempio. I beccucci sono in numero di sedici, il che rimanda inevitabilmente alla tipica suddivisione etrusca del cielo in sedici regioni a scopi divinatori, cosa già largamente attestata da autori latini quali Cicerone, Livio e Varrone.
La complessità dell'iconografia nelle decorazioni è ulteriormente confermata dalla presenza di sileni e sirene nella fascia esterna, che corrisponde al lato inferiore dei beccucci. I primi hanno una tenia sulla testa, e suonano la syrinx o il doppio aulos; al di sotto dei piedi di questi si innalzano onde stilizzate sulle quali guizzano dei delfini. Le seconde potrebbero unire al suono dello strumento il proprio canto, ma in realtà non presentano il tipico atteggiamento del canto, con la testa leggermente all'indietro e la bocca aperta; figlie della terra e del fiume Acheloo, del quale tra l'altro vengono fatti sedici protomi in forma di toro androcefalo, le sirene hanno le braccia piegate sul petto in un gesto cultuale. Queste figure, oltre a custodire le sedi degli dei con il loro sguardo e la loro posizione rivolte verso il basso fanno riferimento a una funzione apotropatica nei confronti dell'uomo che è al di sotto della barriera di luce e alla quale non deve avvicinarsi. Nella fascia più interna sono rappresentati animali in lotta, i quali, insieme ai sileni dalla posizione scosciata, confermano il generale valore apotropatico della struttura.